# Shebbear
Shebbear est un village et une paroisse civile du Devon, en Angleterre. Il est situé dans le nord-ouest du comté, à une vingtaine de kilomètres au sud de la ville de Bideford. Administrativement, il relève du district de Torridge. Au recensement de 2011, il comptait 1 016 habitants.

## Étymologie
Le nom Shebbear provient de deux éléments vieil-anglais : sceaft « hampe » et bearu « bosquet ». Il est attesté sous la forme Sceftbeara dans le troisième quart du IXe siècle. Dans le Domesday Book, à la fin du XIe siècle, il figure sous la forme Sepesberie.

## Patrimoine
L'église paroissiale de Shebbear, dédiée à saint Michel, est un monument classé de Grade II*. Son porche sud remonte au XIIe siècle.
Le cimetière de l'église abrite une grosse pierre, la Devil's Stone. D'après la tradition, c'est le diable qui l'aurait laissée tomber là par accident. Tous les 5 novembre, jour de la Guy Fawkes Night, les sonneurs de cloche du village retournent la pierre afin d'éviter que la malchance s'abatte sur le village.

## Shebbear College
Shebbear College est une école privée (public school) qui accueille des élèves de 2 à 18 ans. Fondé en 1829 par la Bible Christian Society (en), il s'agit d'une des plus anciennes écoles privées méthodistes du monde.

## Jumelages
- Balleroy (France)